# Louis Bouyer
Louis Bouyer (París, 17 de febrero 1913 – París, 22 de octubre 2004) fue un luterano francés que fue recibido en la Iglesia Católica en 1944. Durante su carrera religiosa fue un teólogo que participó en el Concilio Vaticano II, publicó múltiples libros e impartió clases de teología, abarcando múltiples disciplinas.  
Con el cardenal Joseph Ratzinger y otros, cofundó la revista internacional Comumnio. Fue escogido dos veces por el Papa para formar parte de la Comisión Teológica Internacional.

## Biografía
Nacido en una familia protestante en París, Louis Bouyer, tras recibir su licenciatura en la Sorbona, estudió teología en las facultades protestantes de París y de Estrasburgo. Fue ordenado ministro luterano en 1936 y sirvió como vicario de la parroquia luterana de la Trinidad en París hasta la Segunda Guerra Mundial. En 1939, el estudio de la cristología y la eclesiología de San Atanasio de Alejandría guió a Bouyer a la Iglesia católica.
En 1944 fue recibido en la Iglesia Católica en la Abadía de Saint-Wandrille (Seine-Maritime), entró en la Congregación del Oratorio de San Felipe Neri y se mantuvo en ella el resto de su vida. Fue profesor en el Instituto Católico de París hasta 1963 en que empezó a enseñar en Inglaterra, España, y los Estados Unidos. En 1969 escribió el libro 'La descomposición del Catolicismo', en que presentó como él veía importantes problemas litúrgicos y dogmáticos en la Iglesia.
Nombrado por el papa dos veces miembro de la Comisión Teológica Internacional, fue consultor del Concilio Vaticano II para liturgia, [la Congregación para el Culto Divino]] y el Pontificio Consejo para la Promoción de la Unidad de los Cristianos. En 1999 recibió del Cardenal Grente el premio de la Academia Francesa por todo su trabajo. Murió el 22 de octubre de 2004, tras muchos años de Alzheimer. Fue enterrado en el cementerio de la Abadía de Saint-Wandrille.

## Algunas de sus publicaciones
- El Misterio Pasqual. Meditaciones sobre el Tríduo Pasqual (1951)
- Vida y Liturgia (Piedad Espiritual) (1955)
- Du protestantisme a l'Église (1955)
- El Espíritu y las Formas del Protestantismo (1956)
- Newman: Su Vida y Espiritualidad (1958)
- Introducción a la Espiritualidad (1961)
- La Palabra, la Iglesia y los Sacramentos en el Protestantismo y el Catolicismo (1961)
- Liturgia y Arquitectura (1967)
- La Descomposición del Catolicismo (1969)
- Cosmos. Le monde et la gloire de Dieu (1982)
- La Espiritualidad del Nuevo Testamento y de los Padres (Historia de la Espiritualidad Cristiana I) (1982)
- La Espiritualidad de la Edad Media (Historia de la Espiritualidad Cristiana II) (1982)
- La Eucaristía: Teología y Espiritualidad de la Plegaria Eucarística (1989)
- La Iglesia de Dios: El Cuerpo de Cristo y el Templo del Espíritu Santo (2011)
- Las Memorias de Louis Bouyer: Desde su Juventud y Conversión hasta el Vaticano II, la Reforma Litúrgica y Después (August 2015)